# YUBA liga 1961
La YUBA liga 1961 è stata la 17ª edizione del massimo campionato jugoslavo di pallacanestro maschile. La vittoria finale è stata ad appannaggio dell'AŠK Lubiana.

## Regular season
|     | Squadra               | G  | V  | P  | PF    | PS    | Pt. | Qualificazione |
| --- | --------------------- | -- | -- | -- | ----- | ----- | --- | -------------- |
| 1.  | AŠK Lubiana           | 18 | 15 | 3  | 1.434 | 1.151 | 30  |                |
| 2.  | Lokomotiva Zagabria   | 18 | 13 | 5  | 1.611 | 1.419 | 26  |                |
| 3.  | OKK Belgrado          | 18 | 12 | 6  | 1.435 | 1.186 | 24  |                |
| 4.  | Zadar                 | 18 | 12 | 6  | 1.563 | 1.431 | 24  |                |
| 5.  | Partizan Belgrado     | 18 | 10 | 8  | 1.512 | 1.430 | 20  |                |
| 6.  | Stella Rossa Belgrado | 18 | 10 | 8  | 1.427 | 1.369 | 20  |                |
| 7.  | Željezničar Karlovac  | 18 | 8  | 10 | 1.347 | 1.375 | 16  |                |
| 8.  | Radnički Belgrado     | 18 | 8  | 10 | 1.258 | 1.316 | 16  |                |
| 9.  | Sloboda Tuzla         | 18 | 1  | 17 | 1.038 | 1.379 | 2   | retrocesse     |
| 10. | Dinamo Pančevo        | 18 | 1  | 17 | 1.035 | 1.604 | 2   | retrocesse     |

| YUBA liga 1961        |
| --------------------- |
| AŠK Lubiana 3º titolo |

## Formazione vincitrice
| N° | Naz.                  | Ruolo | Sportivo          |  | Alt. |  |
| -- | --------------------- | ----- | ----------------- |  | ---- |  |
|    | Jugoslavia (bandiera) | P     | Marjan Kandus     |  | 186  |  |
|    | Jugoslavia (bandiera) |       | Primož Brišnik    |  |      |  |
|    | Jugoslavia (bandiera) |       | Bogdan Müller     |  | 198  |  |
|    | Jugoslavia (bandiera) | P     | Ivo Daneu         |  | 188  |  |
|    | Jugoslavia (bandiera) |       | Matija Dermastija |  |      |  |
|    | Jugoslavia (bandiera) |       | Marko Vrhovec     |  |      |  |
|    | Jugoslavia (bandiera) |       | Janez Bajc        |  |      |  |
|    | Jugoslavia (bandiera) |       | Karel Povž        |  |      |  |
|    | Jugoslavia (bandiera) |       | Igor Jelnikar     |  |      |  |
|    | Jugoslavia (bandiera) |       | Karel Kapelj      |  |      |  |
|    | Jugoslavia (bandiera) |       | Boris Kristančić  |  |      |  |
|    | Jugoslavia (bandiera) |       | Emil Logar        |  |      |  |
|    | Jugoslavia (bandiera) | P     | Miha Lokar        |  | 182  |  |
|    | Jugoslavia (bandiera) | All.  | Boris Kristančić  |  |      |  |